# Ardisia hanceana
Ardisia hanceana är en viveväxtart som beskrevs av Carl Christian Mez. Ardisia hanceana ingår i släktet Ardisia och familjen viveväxter. Inga underarter finns listade i Catalogue of Life.